# Черепаха Гамільтона
Черепаха Гамільтона (Geoclemys hamiltonii) — єдиний вид черепах роду Ставкова плямиста черепаха родини Азійські прісноводні черепахи. Отримала назву на честь шотландського натураліста Френсіса Б'юкинена-Гамільтона. Інші назви «чорна ставкова черепаха», «пакистанська плямиста черепаха».

## Опис
Загальна довжина карапаксу досягає 35—39 см. Спостерігається статевий диморфізм: самиці більші за самців. Голова велика. Нижня щелепа трохи більша за верхню. Потилиця піднята догори. Карапакса подовжений, куполоподібний, з 3 кілями. Кілі більш високі у молодих черепах. Поверхня кілів поділена за зубці відповідно до щитків. Пластрон великий, у задній частині звужений. У центральній частині пластрона є поглиблення. Пальці на лапах короткі. Кінцівки наділені розвиненими плавальними перетинками. Хвіст короткий.
Голова чорна або темно-коричнева. Карапакс чорний з великою кількістю світлих плям (білих, жовтуватих, кремових). Пластрон темним з білими плямами і смугами. Шкіра сіра з великою кількістю дрібних світлих цяток, які крупніше на морді. Кінцівки чорні або темно-коричневі. Хвіст темного забарвлення з жовтими або білими смугами.

## Спосіб життя
Полюбляє великі річки та лісові ставки, озера з рясним водною рослинністю. Харчується равликами, іншими безхребетними, рибою, земноводними, зрідка водоростями.
Самиця з травня по жовтень відкладає від 26 до 36 яєць довгастої або овальної форми (41—45 x 25-37 мм). У природі за сезон буває до 2 кладок. У неволі може бути до 3 кладок по 9—22 яйця. Інкубаційний період триває 74 дня. Довжина новонароджених черепашенят становить 35—37 мм.

## Розповсюдження
Мешкає у басейні річок Інд й Ганг на півдні Пакистану, в Асамі (Індія) і Бангладеш.